# ناحیه السدة
ناحیهٔ السدة (به عربی: مدیریة السدة) یک ناحیه در یمن است که در استان اب واقع شده‌است. ناحیهٔ السدة ۸۲٬۵۰۲ نفر جمعیت دارد.